# Kis kagylós fauna

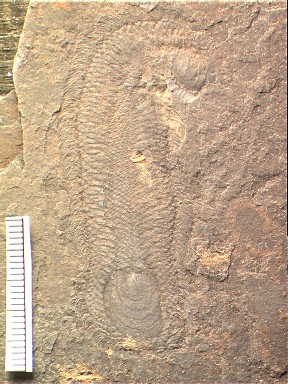
A Halkieria kövülete

A kis kagylós fauna (a small shelly fauna angol kifejezés tükörfordítása) vagy tommotian/tommóciai fauna a prekambrium záró szakaszának, az edicarainak és a kambrium legelső szakának megkövesedett állatfaunáját jelöli, amely az első ismert, azonosítható törzsbe tartozó állatok maradványait tartalmazza. 
Ez az időszak 550-520 millió évig tartó szakaszt jelöl az élet történetéből. Jelentőségét az adja, hogy felfedezhetők benne a kambriumi robbanáskor diverzifikálódott állatcsoportok ősi, kis méretű tagjainak vázmaradványai, amelyek legtöbbször mindössze milliméteres nagyságúak. A fauna eredeti neve, a tommóciai, arra a szibériai területre utal, ahol az orosz tudósok eredetileg felfedezték a faunát. A leletekre azért figyeltek fel, mert betöltötte az Ediakara-bióta és a klasszikus alsó kambriumi faunák között tátongó űrt, holott nem hozhatók a leletek kapcsolatba az edicarai fajokkal, megtartásuk és méreteik is mások. Nagy valószínűséggel azoknak a primitív puhatestűeknek, szaruvázas inarticulata pörgekarúaknak, férgeknek és ősi tüskésbőrűeknek a páncéldarabjai, amelyekből kiindult a kambriumi radiáció. A leletek számos darabja azonban meghatározhatatlan vázdarab, mint amilyen pl. a Cloudinia váza. Mikroszkópos vizsgálatokból sejthető, hogy az esetek egy részében nem kis állatok egyes héjai, hanem cm-es méreteket is elérő férgek, tüskésbőrűek kutikulában elhelyezkedő mészvázpikkelyei maradtak fenn. Ezek az állatok nagyon hasonlóak lehettek a mai bogárcsigákhoz (cserepeshéjúak) vagy az inarticulata pörgekarúakhoz (pl. Lingula), amelyek a kambriumi fauna ritka fennmaradt túlélői közé tartoznak. A csigaszerű Halkieriidek és a szelvényezett testű, esetleg ízeltlábú-féle Onychophorák esetében csak feltételezhető a rokonságuk, de az is lehetséges, hogy mára kihalt állattörzsekről van szó.

## Galéria

Namacalathus rekonstrukciója
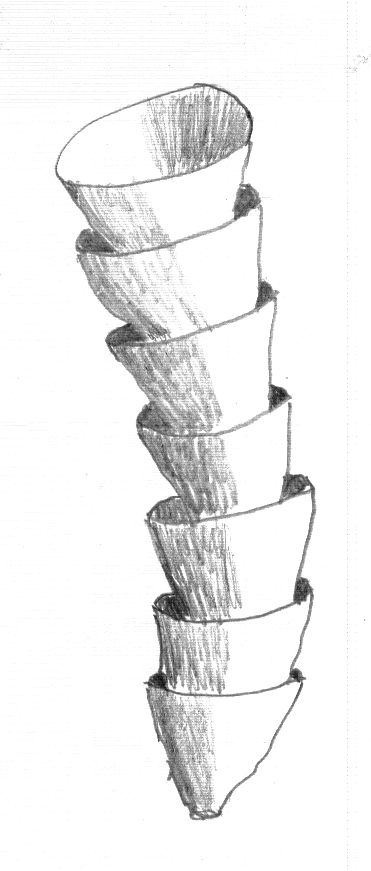
Cloudinia
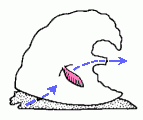
Yochelcionella rajza

## Lásd még
- ediakara-bióta
- kambrium
- prekambrium
- őslénytan

## Külső hivatkozások
- Small shelly fauna
- Cambrian explosion
- Tommotian fauna, images